# Lutz Seiler

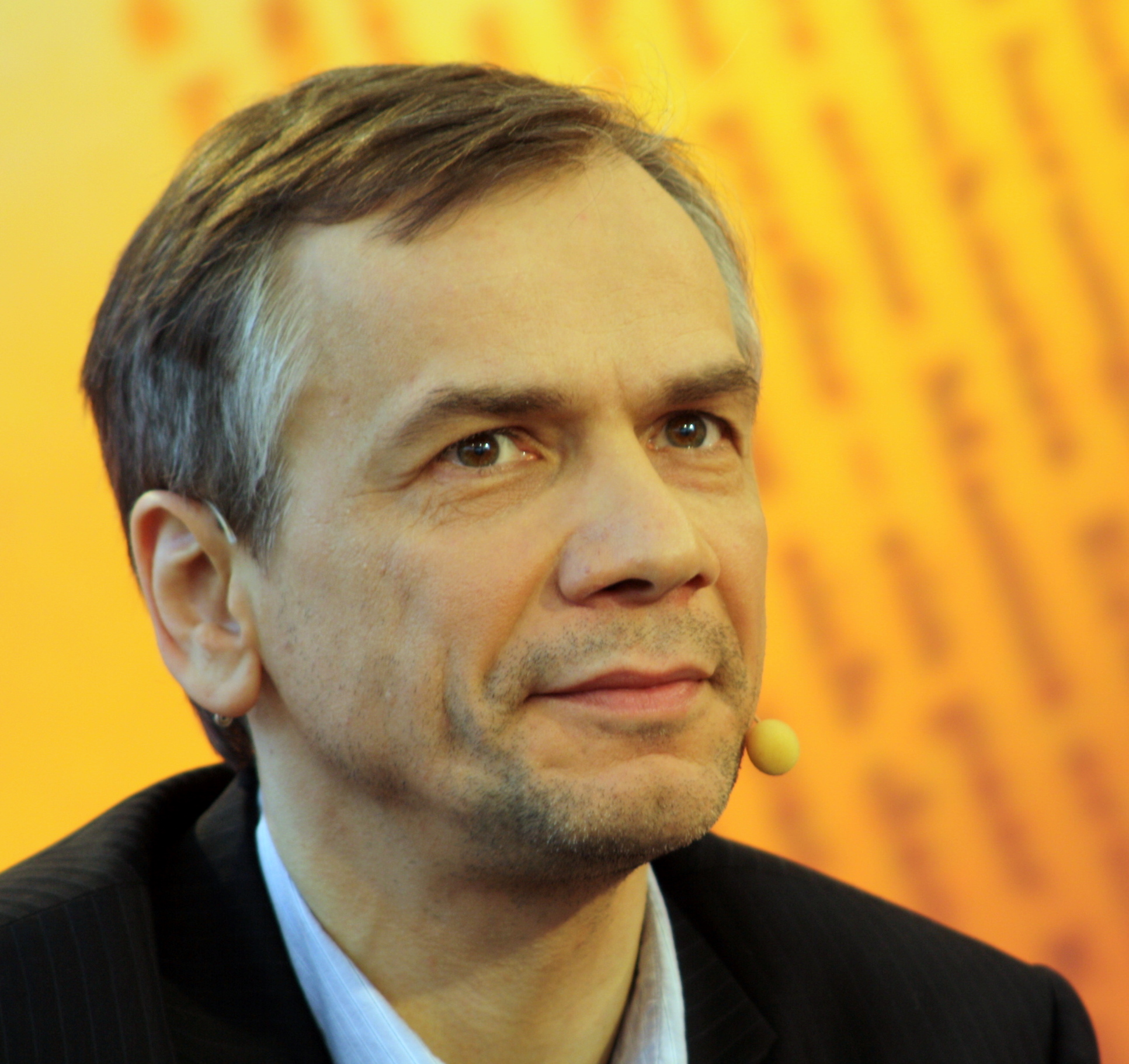
Lutz Seiler in 2010

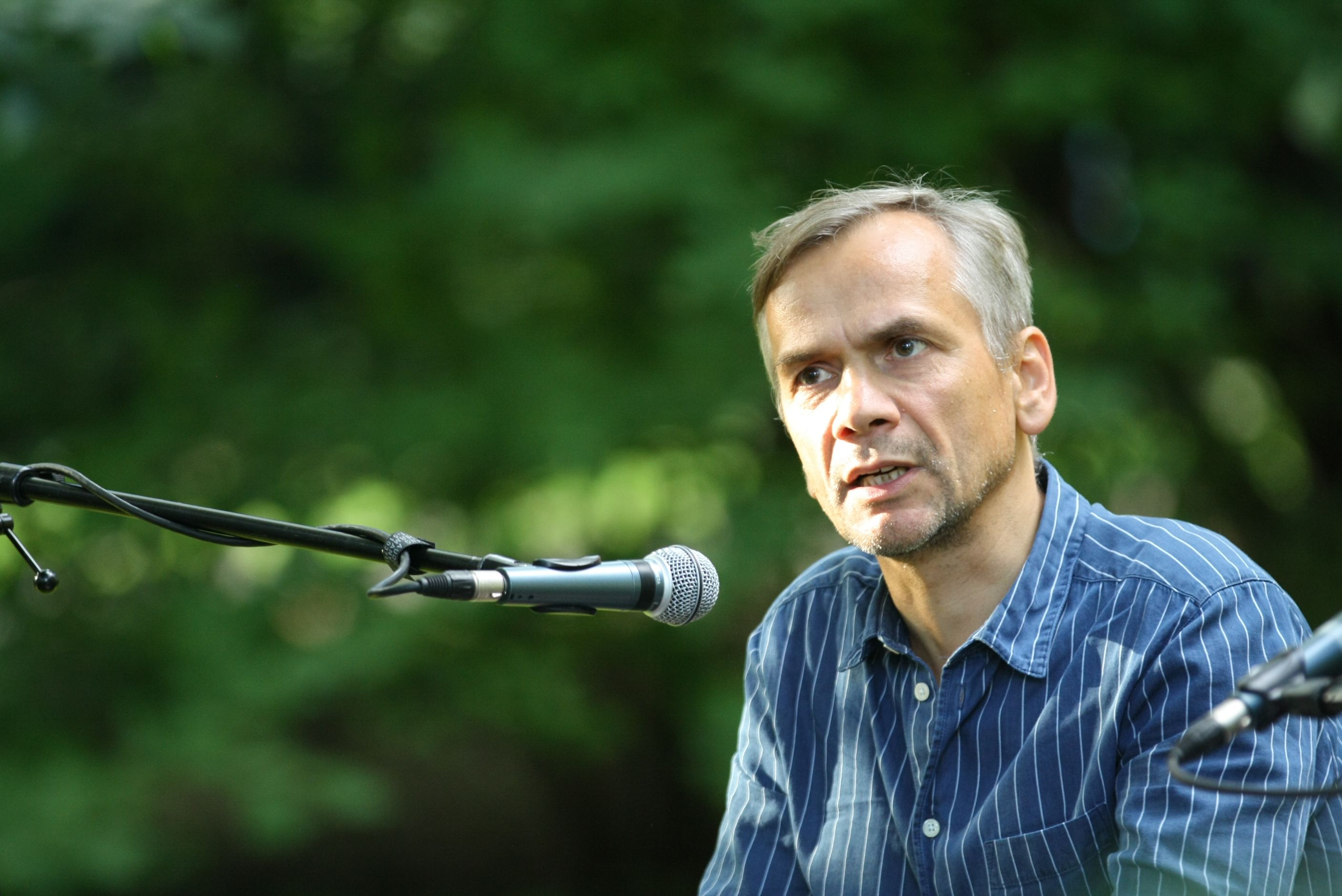
Lutz Seiler op het Erlanger poëziefestival 2014, bij de presentatie van zijn roman Kruso

Lutz Seiler (Gera, 8 juni 1963) is een schrijver uit Duitsland. Voor zijn roman Kruso kreeg hij in 2014 de Deutscher Buchpreis.
Seiler groeide op in Gera, een stad in Thüringen in de toenmalige DDR. Hij begon te werken als bouwvakker, als metselaar en timmerman. Tijdens zijn dienstplicht bij de NVA interesseerde hij zich voor literatuur en begon hij met het schrijven van gedichten. Hij studeerde daarna germanistiek, tot 1990 aan de Maarten Luther-Universiteit in Halle en aan de Humboldtuniversiteit van Berlijn. Van 1993 tot 1998 was hij redacteur van het literair tijdschrift Moosbrand. Sinds 1995 schrijft hij gedichten en artikelen, Kruso was zijn eerste roman.
Hij woont gedeeld in Wilhelmshorst bij Berlijn en in Stockholm.

## Prijzen
- 2007, Ingeborg Bachmann-prijs voor Turksib, over de Turkestan-Siberische spoorlijn
- 2010, de prijs van de Leipziger Buchmesse voor Die Zeitwaage.
- 2014, Deutscher Buchpreis voor Kruso, over het leven op het eiland Hiddensee in 1989, voorafgaand aan de Duitse hereniging. Seiler heeft Kruso op de ervaring in zijn eigen leven gebaseerd.
- 2015, Marie-Luise-Kaschnitz-prijs

## Activiteiten
- sinds 1997 verantwoordelijk voor het literaire programma van het Peter-Huchel-huis in Wilhelmshorst
- sinds 2005 lid van het PEN-Zentrum in Duitsland
- sinds 2007 lid van de Akademie voor Wetenschap en Literatuur in Mainz
- sinds 2010 lid van de Akademie voor Schone Kunsten in Beieren en van de Akademie der Künste in Berlijn
- sinds 2011 lid van de Duitse Akademie voor Taal en Dichtkust

(de)  Suhrkamp / Insel, "Lutz Seiler". Gearchiveerd op 10 mei 2021.
- Bibsys: 1460961538189
- Bibliothèque nationale de France: cb13619189v (data)
- Catàleg d'autoritats de noms i títols de Catalunya: 981058607937306706
- CiNii: DA13936839
- Gemeinsame Normdatei: 120651106
- International Standard Name Identifier: 0000 0001 2283 7272
- Library of Congress Control Number: nr00028282
- Nationale Bibliotheek van Letland: 000271479
- MusicBrainz: d948df75-46b1-4621-aac1-663f3b2fdb5b
- Nationale Bibliotheek van Tsjechië: pna2009551212
- Nationale Bibliotheek van Israël: 987007525166505171
- Nederlandse Thesaurus van Auteursnamen: 242955363
- Système universitaire de documentation: 071818170
- Virtual International Authority File: 103616694
- WorldCat: E39PBJtRQbwyKTxxRKjvmjBwYP